# Tour de France 2014
Tour de France 2014 var den 101. udgave af Tour de France, med start den 5. juli 2014 i Leeds og mål den 27. juli 2014 på Champs-Élysées. De 21 etaper på i alt 3.663,5 kilometer blev kørt i fire lande: Storbritannien, Frankrig, Belgien og Spanien. De første tre etaper blev kørt i Storbritannien i med start i Yorkshire-regionen i Leeds. Tour de France 2014 bød på nogle af de mest berømte bjerge i løbets historie, heriblandt en bjergafslutning på Chamrousse på 13. etape, en tur over Col d'Izoard på 14. etape og mål på toppen af Hautacam på 18. etape, hvor der tidligere er blevet fejret store danske triumfer i 1996.
Årets løb indeholdt hverken en prolog eller en holdtidskørsel og havde alene én individuel tidskørsel (løbets 20. etape). Løbet blev afsluttet på traditionel vis på 21. etape med målstreg på Champs-Élysées.
Vinder af løbet blev italieneren Vincenzo Nibali med 7:37 til løbets nr. to, Jean-Christophe Péraud. Det var den største margin mellem nr. 1 og 2 siden 1997, hvor Jan Ullrich vandt med 9:09 til Richard Virenque.

## Hold og ryttere
| UCI ProTeams (18)- AG2R La Mondiale - Astana - Belkin - BMC Racing Team - Cannondale - Team Europcar - FDJ.fr - Garmin-Sharp - Giant-Shimano - Katusha - Lampre-Merida - Lotto-Belisol - Movistar Team - Omega Pharma-Quick Step - Orica-GreenEDGE - Sky - Tinkoff-Saxo - Trek Factory Racing UCI Professionelle kontinentalthold (4)- Bretagne-Séché Environnement - Cofidis, Solutions Crédits - IAM Cycling - NetApp-Endura |
| |

| Nationer                                                                                         | Antal ryttere |
| ------------------------------------------------------------------------------------------------ | ------------- |
| Frankrig                                                                                         | 44            |
| Spanien                                                                                          | 20            |
| Italien, Holland                                                                                 | 17            |
| Australien, Belgien, Tyskland                                                                    | 10            |
| Schweiz, USA                                                                                     | 9             |
| Polen, Portugal                                                                                  | 5             |
| Rusland, Storbritannien                                                                          | 4             |
| Colombia, Danmark, Luxembourg                                                                    | 3             |
| Canada, Estland, Kasakhstan, New Zealand, Slovakiet, Slovenien, Tjekkiet                         | 2             |
| Argentina, Hviderusland, Irland, Japan, Kina, Kroatien, Letland, Litauen, Norge, Ukraine, Østrig | 1             |
| Totalt                                                                                           | 198           |

### Danske ryttere
- Michael Mørkøv kørte for Team Tinkoff-Saxo
- Jakob Fuglsang kørte for Astana Pro Team
- Lars Bak kørte for Lotto-Belisol

## Etaper
| Etape | Dato     | Start                           | Mål                          | Km                     | Type                   | Type                   | Etapevinder                | Den gule trøje         |
| ----- | -------- | ------------------------------- | ---------------------------- | ---------------------- | ---------------------- | ---------------------- | -------------------------- | ---------------------- |
| 1     | 5. juli  | Leeds                           | Harrogate                    | 190,5                  |                        | Flad                   | Marcel Kittel (GIA)        | Marcel Kittel (GIA)    |
| 2     | 6. juli  | York                            | Sheffield                    | 201                    |                        | Kuperet                | Vincenzo Nibali (AST)      | Vincenzo Nibali (AST)  |
| 3     | 7. juli  | Cambridge                       | London                       | 155                    |                        | Flad                   | Marcel Kittel (GIA)        | Vincenzo Nibali (AST)  |
| 4     | 8. juli  | Le Touquet-Paris-Plage          | Lille                        | 163,5                  |                        | Kuperet                | Marcel Kittel (GIA)        | Vincenzo Nibali (AST)  |
| 5     | 9. juli  | Ypres                           | Arenberg Porte du Hainaut    | 155,5                  |                        | Flad                   | Lars Boom (BEL)            | Vincenzo Nibali (AST)  |
| 6     | 10. juli | Arras                           | Reims                        | 194                    |                        | Flad                   | André Greipel (LTB)        | Vincenzo Nibali (AST)  |
| 7     | 11. juli | Épernay                         | Nancy                        | 234,5                  |                        | Flad                   | Matteo Trentin (OPQ)       | Vincenzo Nibali (AST)  |
| 8     | 12. juli | Tomblaine                       | Gérardmer La Mauselaine      | 161                    |                        | Kuperet                | Blel Kadri (ALM)           | Vincenzo Nibali (AST)  |
| 9     | 13. juli | Gérardmer                       | Mulhouse                     | 170                    |                        | Kuperet                | Tony Martin (OPQ)          | Tony Gallopin (LTB)    |
| 10    | 14. juli | Mulhouse                        | La Planche des Belles Filles | 161,5                  |                        | Bjergetape             | Vincenzo Nibali (AST)      | Vincenzo Nibali (AST)  |
| H     | 15. juli | Hviledag i Besancon             | Hviledag i Besancon          | Hviledag i Besancon    | Hviledag i Besancon    | Hviledag i Besancon    | Hviledag i Besancon        | Hviledag i Besancon    |
| 11    | 16. juli | Besançon                        | Oyonnax                      | 187,5                  |                        | Kuperet                | Tony Gallopin (LTB)        | Vincenzo Nibali (AST)  |
| 12    | 17. juli | Bourg-en-Bresse                 | Saint-Étienne                | 185,5                  |                        | Flad                   | Alexander Kristoff (KAT)   | Vincenzo Nibali (AST)  |
| 13    | 18. juli | Saint-Étienne                   | Chamrousse                   | 197,5                  |                        | Bjergetape             | Vincenzo Nibali (AST)      | Vincenzo Nibali (AST)  |
| 14    | 19. juli | Grenoble                        | Risoul                       | 177                    |                        | Bjergetape             | Rafał Majka (TCS)          | Vincenzo Nibali (AST)  |
| 15    | 20. juli | Tallard                         | Nîmes                        | 222                    |                        | Flad                   | Alexander Kristoff (KAT)   | Vincenzo Nibali (AST)  |
| H     | 21. juli | Hviledag i Carcassonne          | Hviledag i Carcassonne       | Hviledag i Carcassonne | Hviledag i Carcassonne | Hviledag i Carcassonne | Hviledag i Carcassonne     | Hviledag i Carcassonne |
| 16    | 22. juli | Carcassonne                     | Bagnères-de-Luchon           | 237,5                  |                        | Bjergetape             | Michael Rogers (TCS)       | Vincenzo Nibali (AST)  |
| 17    | 23. juli | Saint-Gaudens                   | Saint-Lary-Soulan Pla d’Adet | 124,5                  |                        | Bjergetape             | Rafał Majka (TCS)          | Vincenzo Nibali (AST)  |
| 18    | 24. juli | Pau                             | Hautacam                     | 145,5                  |                        | Bjergetape             | Vincenzo Nibali (AST)      | Vincenzo Nibali (AST)  |
| 19    | 25. juli | Maubourguet Pays du Val d’Adour | Bergerac                     | 208,5                  |                        | Flad                   | Ramunas Navardauskas (GRS) | Vincenzo Nibali (AST)  |
| 20    | 26. juli | Bergerac                        | Périgueux                    | 54                     |                        | Enkeltstart            | Tony Martin (OPQ)          | Vincenzo Nibali (AST)  |
| 21    | 27. juli | Évry                            | Paris Champs-Élysées         | 137,5                  |                        | Flad                   | Marcel Kittel (GIA)        | Vincenzo Nibali (AST)  |

## Trøjernes fordeling gennem løbet
| Etape  | Vinder               | Gule førertrøje Maillot jaune | Grønne pointtrøje Maillot vert | Prikkede bjergtrøje Maillot à pois rouges | Hvide ungdomstrøje Maillot blanc | Holdkonkurrence Classement par équipe | Angrebskonkurrence Prix de combativité |
| ------ | -------------------- | ----------------------------- | ------------------------------ | ----------------------------------------- | -------------------------------- | ------------------------------------- | -------------------------------------- |
| 1      | Marcel Kittel        | Marcel Kittel                 | Marcel Kittel                  | Jens Voigt                                | Peter Sagan                      | Team Sky                              | Jens Voigt                             |
| 2      | Vincenzo Nibali      | Vincenzo Nibali               | Peter Sagan                    | Cyril Lemoine                             | Peter Sagan                      | Team Sky                              | Blel Kadri                             |
| 3      | Marcel Kittel        | Vincenzo Nibali               | Peter Sagan                    | Cyril Lemoine                             | Peter Sagan                      | Team Sky                              | Jan Barta                              |
| 4      | Marcel Kittel        | Vincenzo Nibali               | Peter Sagan                    | Cyril Lemoine                             | Peter Sagan                      | Team Sky                              | Thomas Voeckler                        |
| 5      | Lars Boom            | Vincenzo Nibali               | Peter Sagan                    | Cyril Lemoine                             | Peter Sagan                      | Pro Team Astana                       | Lieuwe Westra                          |
| 6      | André Greipel        | Vincenzo Nibali               | Peter Sagan                    | Cyril Lemoine                             | Peter Sagan                      | Pro Team Astana                       | Luis Angel Mate Mardones               |
| 7      | Matteo Trentin       | Vincenzo Nibali               | Peter Sagan                    | Cyril Lemoine                             | Peter Sagan                      | Pro Team Astana                       | Martin Elmiger                         |
| 8      | Blel Kadri           | Vincenzo Nibali               | Peter Sagan                    | Blel Kadri                                | Michal Kwiatkowski               | Pro Team Astana                       | Blel Kadri                             |
| 9      | Tony Martin          | Tony Gallopin                 | Peter Sagan                    | Tony Martin                               | Michal Kwiatkowski               | Pro Team Astana                       | Tony Martin                            |
| 10     | Vincenzo Nibali      | Vincenzo Nibali               | Peter Sagan                    | Joaquim Rodríguez                         | Romain Bardet                    | Ag2r-La Mondiale                      | Tony Martin                            |
| 11     | Tony Gallopin        | Vincenzo Nibali               | Peter Sagan                    | Joaquim Rodríguez                         | Romain Bardet                    | Ag2r-La Mondiale                      | Nicolas Roche                          |
| 12     | Alexander Kristoff   | Vincenzo Nibali               | Peter Sagan                    | Joaquim Rodríguez                         | Romain Bardet                    | Ag2r-La Mondiale                      | Simon Clarke                           |
| 13     | Vincenzo Nibali      | Vincenzo Nibali               | Peter Sagan                    | Vincenzo Nibali                           | Romain Bardet                    | Ag2r-La Mondiale                      | Alessandro De Marchi                   |
| 14     | Rafał Majka          | Vincenzo Nibali               | Peter Sagan                    | Joaquim Rodríguez                         | Romain Bardet                    | Ag2r-La Mondiale                      | Alessandro De Marchi                   |
| 15     | Alexander Kristoff   | Vincenzo Nibali               | Peter Sagan                    | Joaquim Rodríguez                         | Romain Bardet                    | Ag2r-La Mondiale                      | Martin Elmiger                         |
| 16     | Michael Rogers       | Vincenzo Nibali               | Peter Sagan                    | Rafał Majka                               | Thibaut Pinot                    | Ag2r-La Mondiale                      | Cyril Gautier                          |
| 17     | Rafał Majka          | Vincenzo Nibali               | Peter Sagan                    | Rafał Majka                               | Thibaut Pinot                    | Ag2r-La Mondiale                      | Romain Bardet                          |
| 18     | Vincenzo Nibali      | Vincenzo Nibali               | Peter Sagan                    | Rafał Majka                               | Thibaut Pinot                    | Ag2r-La Mondiale                      | Mikel Nieve                            |
| 19     | Ramunas Navardauskas | Vincenzo Nibali               | Peter Sagan                    | Rafał Majka                               | Thibaut Pinot                    | Ag2r-La Mondiale                      | Tom Jelte Slagter                      |
| 20     | Tony Martin          | Vincenzo Nibali               | Peter Sagan                    | Rafał Majka                               | Thibaut Pinot                    | Ag2r-La Mondiale                      | ingen uddeling                         |
| 21     | Marcel Kittel        | Vincenzo Nibali               | Peter Sagan                    | Rafał Majka                               | Thibaut Pinot                    | Ag2r-La Mondiale                      | ingen uddeling                         |
| Samlet | Samlet               | Vincenzo Nibali               | Peter Sagan                    | Rafal Majka                               | Thibaut Pinot                    | Ag2r-La Mondiale                      | Alessandro De Marchi                   |

## Stillinger
| Trøjer                                             | Trøjer                                                                       | Trøjer                                                                       | Trøjer                                                                       |
| -------------------------------------------------- | ---------------------------------------------------------------------------- | ---------------------------------------------------------------------------- | ---------------------------------------------------------------------------- |
| Yellow jersey                                      | Markerer rytteren i den Gule førertrøje                                      | Polka dot jersey                                                             | Markerer rytteren i den Prikkede bjergtrøje                                  |
| Green jersey                                       | Markerer rytteren i den Grønne pointtrøje                                    | White jersey                                                                 | Markerer rytteren i den Hvide ungdomstrøje                                   |
| Jersey with a yellow background on the number bib. | Markerer det førende hold og ryttere fra det førende hold i Holdkonkurrencen | Markerer det førende hold og ryttere fra det førende hold i Holdkonkurrencen | Markerer det førende hold og ryttere fra det førende hold i Holdkonkurrencen |

### Samlet Stilling
Efter 21. etape
|    | Rytter                       | Hold                    | Tid        |
| -- | ---------------------------- | ----------------------- | ---------- |
| 1  | Vincenzo Nibali (ITA)        | Astana Team             | 89h 59' 06 |
| 2  | Jean-Christophe Péraud (FRA) | Ag2r-La Mondiale        | + 7' 37"   |
| 3  | Thibaut Pinot (FRA)          | FDJ.fr                  | + 8' 15"   |
| 4  | Alejandro Valverde (ESP)     | Team Movistar           | + 9' 40"   |
| 5  | Tejay van Garderen (USA)     | BMC Racing Team         | + 11' 24"  |
| 6  | Romain Bardet (FRA)          | Ag2r-La Mondiale        | + 11' 26"  |
| 7  | Leopold König (CZE)          | Team NetApp-Endura      | + 14' 32"  |
| 8  | Haimar Zubeldia (ESP)        | Trek Factory Racing     | + 17' 57"  |
| 9  | Laurens ten Dam (NED)        | Belkin Pro Cycling Team | + 18' 11"  |
| 10 | Bauke Mollema (NED)          | Belkin Pro Cycling Team | + 21' 15"  |

### Pointkonkurrencen
Efter 21. etape
|    | Rytter                     | Hold                        | Points |
| -- | -------------------------- | --------------------------- | ------ |
| 1  | Peter Sagan (SVK)          | Cannondale Pro Cycling Team | 431    |
| 2  | Alexander Kristoff (NOR)   | Team Katusha                | 282    |
| 3  | Bryan Coquard (FRA)        | Europcar                    | 271    |
| 4  | Marcel Kittel (GER)        | Giant-Shimano               | 222    |
| 5  | Mark Renshaw (AUS)         | Omega Pharma-Quick Step     | 211    |
| 6  | Vincenzo Nibali (ITA)      | Astana Team                 | 182    |
| 7  | André Greipel (GER)        | Lotto-Belisol               | 169    |
| 8  | Ramunas Navardauskas (LIT) | Garmin-Sharp                | 157    |
| 9  | Greg Van Avermaet (BEL)    | BMC Racing Team             | 153    |
| 10 | Samuel Dumoulin (FRA)      | Ag2r-La Mondiale            | 117    |

### Bjergkonkurrencen
Efter 21. etape
|    | Rytter                       | Hold                        | Points |
| -- | ---------------------------- | --------------------------- | ------ |
| 1  | Rafał Majka (POL)            | Team Tinkoff-Saxo           | 181    |
| 2  | Vincenzo Nibali (ITA)        | Astana Team                 | 168    |
| 3  | Joaquim Rodríguez (ESP)      | Team Katusha                | 112    |
| 4  | Thibaut Pinot (FRA)          | FDJ.fr                      | 89     |
| 5  | Jean-Christophe Péraud (FRA) | Ag2r-La Mondiale            | 85     |
| 6  | Alessandro De Marchi (ITA)   | Cannondale Pro Cycling Team | 78     |
| 7  | Thomas Voeckler (FRA)        | Europcar                    | 61     |
| 8  | Giovanni Visconti (ITA)      | Team Movistar               | 54     |
| 9  | Alejandro Valverde (ESP)     | Team Movistar               | 48     |
| 10 | Tejay van Garderen (USA)     | BMC Racing Team             | 48     |

### Ungdomskonkurrencen
Efter 21. etape
|    | Rytter                   | Hold                        | Tid          |
| -- | ------------------------ | --------------------------- | ------------ |
| 1  | Thibaut Pinot (FRA)      | FDJ.fr                      | 90h 07' 21"  |
| 2  | Romain Bardet (FRA)      | Ag2r-La Mondiale            | + 3' 11"     |
| 3  | Michal Kwiatkowski (POL) | Omega Pharma-Quick Step     | + 1h 13' 40" |
| 4  | Tom Dumoulin (NED)       | Giant-Shimano               | + 1h 39' 45" |
| 5  | Jon Izagirre (ESP)       | Team Movistar               | + 1h 52' 35" |
| 6  | Rafał Majka (POL)        | Team Tinkoff-Saxo           | + 2h 09' 38" |
| 7  | Rudy Molard (FRA)        | Cofidis                     | + 2h 26' 07" |
| 8  | Ben King (USA)           | Garmin-Sharp                | + 2h 33' 44" |
| 9  | Tom-Jelte Slagter (NED)  | Garmin-Sharp                | + 2h 41' 05" |
| 10 | Peter Sagan (SVK)        | Cannondale Pro Cycling Team | + 2h 44' 37" |

### Holdkonkurrencen
Efter 21. etape
| Placering | Hold                    | Tid         |
| --------- | ----------------------- | ----------- |
| 1         | Ag2r-La Mondiale        | 270h 27' 02 |
| 2         | Belkin Pro Cycling Team | + 34' 46    |
| 3         | Team Movistar           | + 1h 06' 10 |
| 4         | BMC Racing Team         | + 1h 07' 51 |
| 5         | Europcar                | + 1h 34' 57 |
| 6         | Astana Team             | + 1h 36' 27 |
| 7         | Team Sky                | + 1h 40' 36 |
| 8         | Trek Factory Racing     | + 2h 06' 00 |
| 9         | FDJ.fr                  | + 2h 30' 37 |
| 10        | Lampre-Merida           | + 2h 32' 46 |

## Danskernes placering i løbet
| Etape | Michael Mørkøv Startnr. 35 Tinkoff-Saxo | Jakob Fuglsang Startnr. 42 Astana Pro Team | Lars Bak Startnr. 132 Lotto-Bellisol |
| ----- | --------------------------------------- | ------------------------------------------ | ------------------------------------ |
| 1     | 178 (+ 02' 15")                         | 29 (+ 00' 00")                             | 165 (+ 01' 28")                      |
| 1     | 178 (+ 02' 15")                         | 29 (+ 00' 00")                             | 165 (+ 01' 28")                      |
| 1     | -                                       | 28 (1 point)                               | -                                    |
| 1     | -                                       | -                                          | 4 (1 point)                          |
| 2     | 160 (+ 15' 39")                         | 12 (+ 00' 02")                             | 129 (+ 14' 48")                      |
| 2     | 162 (+ 17' 54")                         | 10 (+ 00' 02")                             | 157 (+ 16' 16")                      |
| 2     | -                                       | 37 (5 point)                               | 47 (1 point)                         |
| 2     | -                                       | -                                          | 16 (1 point)                         |
| 3     | 194 (+ 05' 54")                         | 46 (+ 00' 00")                             | 142 (+ 01' 05")                      |
| 3     | 190 (+ 23' 48")                         | 12 (+ 00' 02")                             | 153 (+ 17' 21")                      |
| 3     | -                                       | 49 (5 point)                               | 61 (1 point)                         |
| 3     | -                                       | -                                          | 16 (1 point)                         |
| 4     | 103 (+ 00' 26")                         | 23 (+ 00' 00")                             | 129 (+ 01' 09")                      |
| 4     | 179 (+ 24' 14")                         | 10 (+ 00' 02")                             | 136 (+ 18' 30")                      |
| 4     | -                                       | 58 (5 point)                               | 69 (1 point)                         |
| 4     | -                                       | -                                          | 17 (1 point)                         |
| 5     | 128 (+ 15' 23")                         | 2 (+ 00' 19")                              | 91 (+ 11' 05")                       |
| 5     | 166 (+ 39' 18")                         | 2 (+ 00' 02")                              | 123 (+ 29' 16")                      |
| 5     | -                                       | 16 (30 point)                              | 70 (4 point)                         |
| 5     | -                                       | -                                          | 16 (1 point)                         |
| 6     | 36 (+ 00' 00")                          | 15 (+ 00' 00")                             | 64 (+ 00' 00")                       |
| 6     | 156 (+ 39' 18")                         | 2 (+ 00' 02")                              | 109 (+ 29' 16")                      |
| 6     | -                                       | 18 (32 point)                              | 76 (4 point)                         |
| 6     | -                                       | -                                          | 16 (1 point)                         |
| 7     | 165 (+ 12' 16")                         | 25 (+ 00' 00")                             | 123 (+ 07' 33")                      |
| 7     | 169 (+ 51' 34")                         | 2 (+ 00' 02")                              | 118 (+ 36' 49")                      |
| 7     | -                                       | 19 (32 point)                              | 84 (4 point)                         |
| 7     | -                                       | -                                          | 18 (1 point)                         |
| 8     | 114 (+ 17' 51")                         | 29 (+ 04' 02")                             | 112 (+ 17' 51")                      |
| 8     | 164 (+ 01h 07' 05")                     | 2 (+ 01' 44")                              | 118 (+ 52' 20")                      |
| 8     | -                                       | 27 (32 point)                              | 99 (4 point)                         |
| 8     | -                                       | -                                          | 21 (1 point)                         |
| 9     | 129 (+ 19' 24")                         | 23 (+ 07' 46")                             | 72 (+ 07' 46")                       |
| 9     | 166 (+ 01h 20' 17")                     | 4 (+ 03' 18")                              | 107 (+ 54' 14")                      |
| 9     | -                                       | 21 (32 point)                              | 91 (4 point)                         |
| 9     | -                                       | -                                          | 26 (1 point)                         |
| 10    | 146 (+ 32' 29")                         | 25 (+ 02' 47")                             | 76 (+ 19' 06")                       |
| 10    | 167 (+ 01h 51' 12")                     | 12 (+ 04' 31")                             | 98 (+ 01h 11' 46")                   |
| 10    | -                                       | 30 (32 point)                              | 101 (4 point)                        |
| 10    | -                                       | -                                          | 36 (1 point)                         |
| 11    | 120 (+ 18' 25")                         | 17 (+ 00' 00")                             | 71 (+ 04' 06")                       |
| 11    | 164 (+ 02h 09' 37")                     | 11 (+ 04' 31")                             | 75 (+ 01h 15' 52")                   |
| 11    | -                                       | 34 (32 point)                              | 106 (4 point)                        |
| 11    | -                                       | -                                          | 39 (1 point)                         |
| 12    | 66 (+ 00' 31")                          | 30 (+ 00' 00")                             | 98 (+ 02' 24")                       |
| 12    | 155 (+ 02h 10' 08")                     | 10 (+ 04' 31")                             | 74 (+ 01h 18' 16")                   |
| 12    | -                                       | 34 (32 point)                              | 108 (4 point)                        |
| 12    | -                                       | -                                          | 39 (1 point)                         |
| 13    | 87 (+ 32' 22")                          | 62 (+ 30' 19")                             | 69 (+ 32' 22")                       |
| 13    | 145 (+ 02h 42' 30")                     | 25 (+ 34' 50")                             | 79 (+ 01h 50' 38")                   |
| 13    | -                                       | 37 (32 point)                              | 111 (4 point)                        |
| 13    | -                                       | -                                          | 44 (1 point)                         |
| 14    | 128 (+ 25' 24")                         | 54 (+ 13' 34")                             | 61 (+ 13' 47")                       |
| 14    | 144 (+ 03h 07' 30")                     | 27 (+ 48' 00")                             | 70 (+ 02h 04' 01")                   |
| 14    | -                                       | 39 (32 point)                              | 111 (4 point)                        |
| 14    | -                                       | -                                          | 48 (1 point)                         |
| 15    | 33 (+ 00' 00")                          | 142 (+ 04' 26")                            | 95 (+ 00' 37")                       |
| 15    | 143 (+ 03h 07' 30")                     | 29 (+ 52' 26")                             | 69 (+ 02h 04' 38")                   |
| 15    | -                                       | 41 (32 point)                              | 117 (4 point)                        |
| 15    | -                                       | -                                          | 48 (1 point)                         |
| 16    | 149 (+ 26' 47")                         | 72 (+ 20' 17")                             | 70 (+ 20' 17")                       |
| 16    | 144 (+ 03h 25' 45")                     | 31 (+ 01h 04' 11")                         | 70 (+ 02h 16' 23")                   |
| 16    | -                                       | 45 (32 point)                              | 119 (4 point)                        |
| 16    | -                                       | -                                          | 52 (1 point)                         |
| 17    | 102 (+ 23' 32")                         | 82 (+ 22' 26")                             | 98 (+ 23' 32")                       |
| 17    | 138 (+ 03h 48' 31")                     | 34 (+ 01h 25' 51")                         | 76 (+ 02h 39' 09")                   |
| 17    | -                                       | 45 (32 point)                              | 121 (4 point)                        |
| 17    | -                                       | -                                          | 58 (1 point)                         |
| 18    | 125 (+ 31' 01")                         | 73 (+ 22' 04")                             | 112 (+ 31' 01")                      |
| 18    | 136 (+ 04h 19' 32")                     | 36 (+ 01h 47' 55")                         | 79 (+ 03h 10' 10")                   |
| 18    | -                                       | 45 (32 point)                              | 124 (4 point)                        |
| 18    | -                                       | -                                          | 65 (1 point)                         |
| 19    | 14 (+ 00' 07")                          | 37 (+ 00' 07")                             | 147 (+ 07' 57")                      |
| 19    | 133 (+ 04h 19' 32")                     | 35 (+ 01h 47' 55")                         | 81 (+ 03h 18' 00")                   |
| 19    | 127 (4 point)                           | 50 (32 point)                              | 113 (9 point)                        |
| 19    | -                                       | -                                          | 65 (1 point)                         |
| 20    | 128 (+ 08' 55")                         | 125 (+ 08' 53")                            | 66 (+ 06' 22")                       |
| 20    | 134 (+ 04h 26' 29")                     | 36 (+ 01h 54' 50")                         | 81 (+ 03h 22' 24")                   |
| 20    | 128 (4 point)                           | 52 (32 point)                              | 113 (9 point)                        |
| 20    | -                                       | -                                          | 65 (1 point)                         |
| 21    | 69 (+ 00' 24")                          | 101 (+ 00' 24")                            | 157 (+ 01' 41")                      |
| 21    | 134 (+ 04h 26' 29")                     | 36 (+ 01h 54' 50")                         | 82 (+ 03h 23' 41")                   |
| 21    | 131 (4 point)                           | 56 (32 point)                              | 89 (20 point)                        |
| 21    | -                                       | -                                          | 65 (1 point)                         |
| Final | 134 (+ 04h 26' 29")                     | 36 (+ 01h 54' 50")                         | 82 (+ 03h 23' 41")                   |
| Final | 131 (4 point)                           | 56 (32 point)                              | 89 (20 point)                        |
| Final | -                                       | -                                          | 65 (1 point)                         |